# Pilar, Cebu
Pilar là một đô thị hạng 5 ở tỉnh Cebu, Philippines. Theo điều tra dân số năm 2007, đô thị này có dân số 11.941 người.
Đô thị này nằm trên quần đảo Camotes, trên đảo Ponson.

## Các đơn vị dân cư
Pilar được chia thành các đơn vị hành chính gồm 13 khu dân cư (khu phố) (barangay).
- Biasong
- Cawit
- Dapdap
- Esperanza
- Lanao
- Lower Poblacion
- Moabog
- Montserrat
- San Isidro
- San Juan
- Upper Poblacion
- Villahermosa
- Imelda